# Xoridesopus variegatus
Xoridesopus variegatus är en stekelart som först beskrevs av Smith 1859.  Xoridesopus variegatus ingår i släktet Xoridesopus och familjen brokparasitsteklar. Inga underarter finns listade i Catalogue of Life.